# 一之江名主屋敷
座標: 北緯35度41分53.4秒 東経139度53分22.1秒 / 北緯35.698167度 東経139.889472度

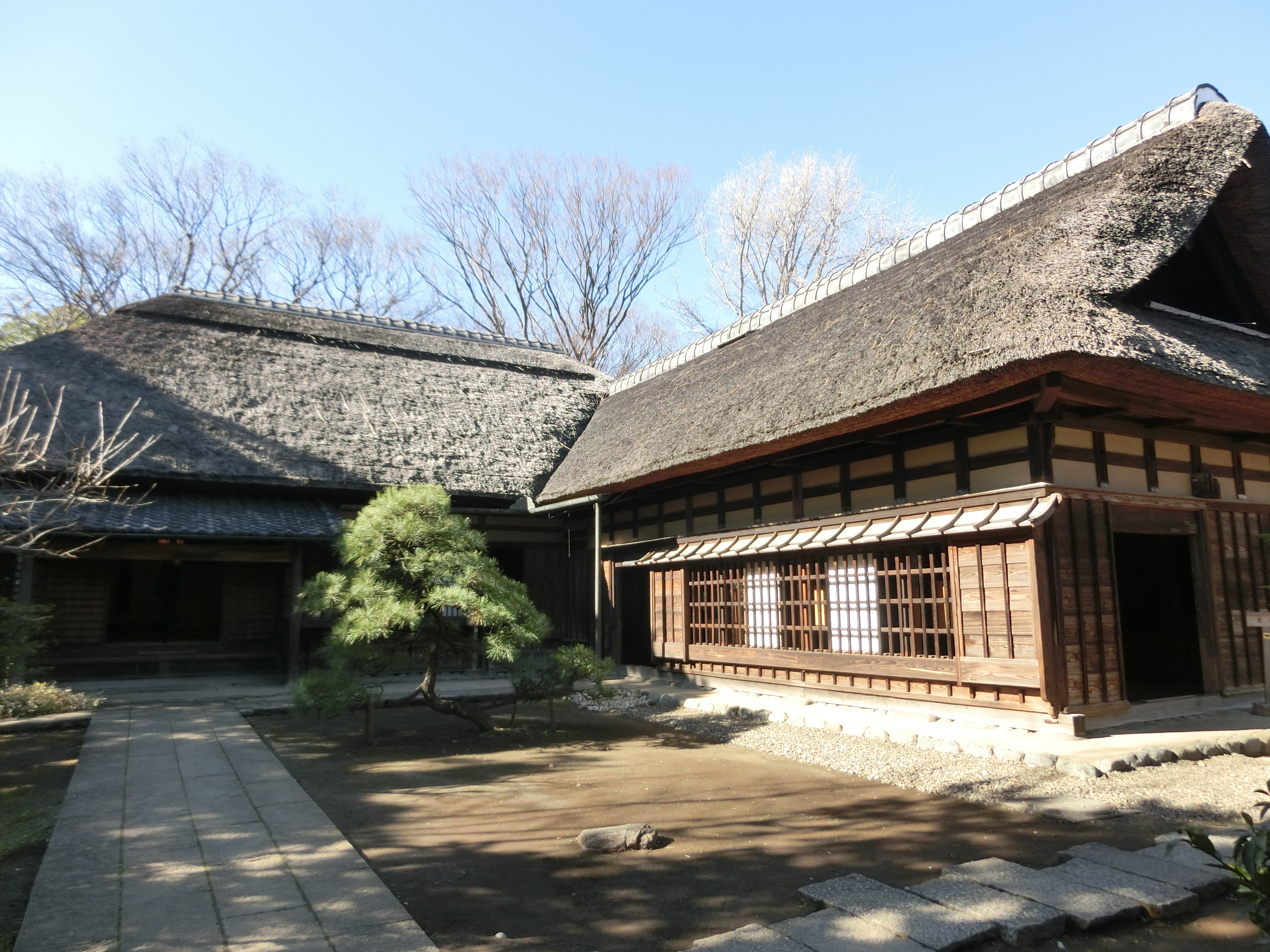
一之江名主屋敷

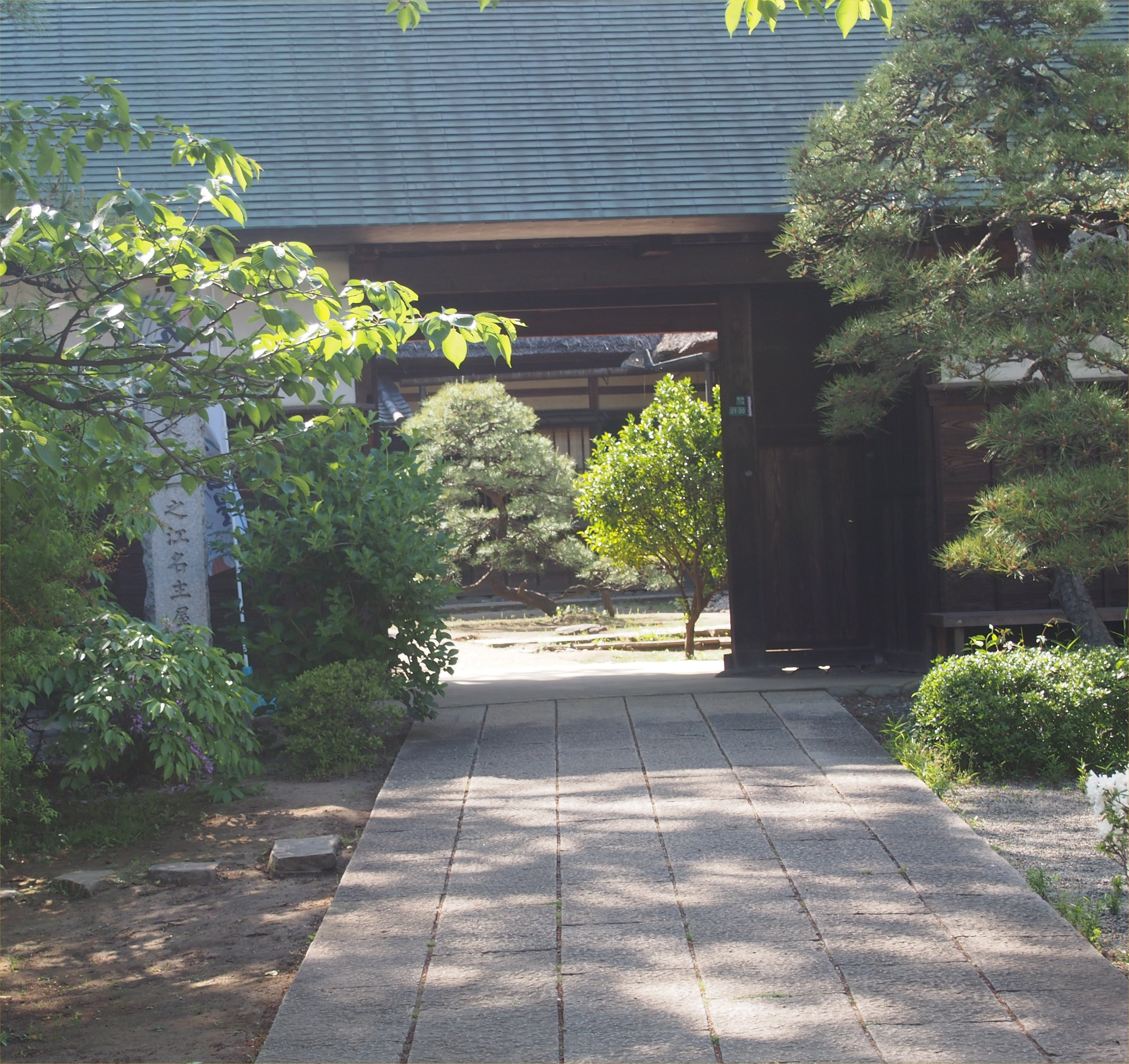
入口(長屋門)

一之江名主屋敷（いちのえなぬしやしき）は、東京都江戸川区春江町にある歴史的建造物。東京都指定史跡。江戸川区登録史跡。

## 概要
当住宅は、江戸時代に当地に移り住み、一之江新田と呼ばれていた当地の開拓の主導的役割を果たした田島図書（ずしょ）英丈を祖とする田島家の旧居である。敷地面積は約2000坪。
田島図書はもともとは堀田姓を名乗っていた武士出身の家系で、関ヶ原の戦いに参戦後関東地方へ入り、田島姓に改姓して当地の開拓に携わったと言われている。その後、江戸時代は田島家が代々当地の名主を務めていた。
現存する主屋は安永年間（1770年代）頃の建立とされ、当時の造りが良好に保存されている。主屋は寄棟造、茅葺、平屋建で、歴史的に見ても東京23区内でも貴重な建造物となっている。
また屋敷地には屋敷林や庭園などが備わったかつての農家の屋敷構えを良好に残している。1999年の整備の際に、かつての屋敷の姿により近いものにして、江戸時代の農家の屋敷の雰囲気を感じるものになった。
また当屋敷は1954年11月に東京都指定史跡に、1981年1月に江戸川区登録史跡になった。
その後、建物の老朽化が激しくなってきたため、1989年から1993年にかけて建物の復元修理を行い、一般公開も始めた。
さらに1999年には、庭園や屋敷林の整備、2006年には屋根の茅葺の葺き替えを行った。
2011年からは江戸川区の所有になっている。

## 主な施設
- 主屋
- 屋敷林
- 屋敷畑
- 蔵
- 庭園
- 長屋門
- 屋敷神（稲荷神社）

## 所在地
- 東京都江戸川区春江町 2-21-20

## 関連文献
- 河本英純 (2008). 椿物語. 椿開拓者顕彰の会